# بارتومی درانگوفسکی

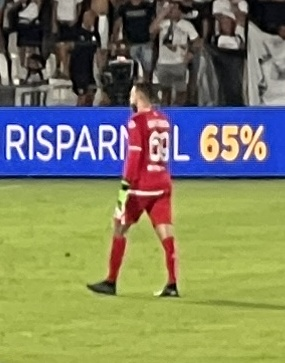
بارتومِی درانگوفسکی - ۲۰۲۲

بارتومِی درانگوفسکی (لهستانی: Bartłomiej Drągowski؛ [bartˈwɔmjɛj]؛ زادهٔ ۱۹ اوت ۱۹۹۷) یک بازیکن فوتبال اهل لهستان است که برای باشگاه اسپتزیا بازی می‌کند.
از باشگاه‌هایی که او در آن بازی کرده‌است می‌توان به یاگلونیا بیاویستوک و فیورنتینا اشاره کرد.